# Хастрегт, Стефен ван
Стефен ван Хастрегт (нидерл. Stephen van Haestregt, родился 12 сентября 1972 года) — голландский музыкант, барабанщик. Известен благодаря своим выступлениям в составе группы Within Temptation.

## Музыкальная карьера
Первые группы, в которых играл ван Хастрегт, были Sacrament и Paralysis. С 2000 года он выступает в составе Within Temptation и работает звукорежиссёром на записи альбома Mother Earth. С 2002 года стал официальным участником группы после ухода Ивара де Граафа и принял участие на немецком фестивале Rock im Park. Также принимал участие в альбомов других исполнителей: Арьена Антони Люкассена, групп «Dreadlock Pussy» и «Yellow Pearl».
30 марта 2010 года объявил о своём уходе из группы, желая сконцентрироваться на его новом проекте My Favorite Scar. Покинул группу после апрельских гастролей «Theatretour».